# Głęboki rów
Głęboki rów lub Wielki rów (fr. Le Grand Fossé) – dwudziesty piąty tom serii Asteriks (pierwszy stworzony bez udziału zmarłego w 1977 roku René Goscinnego). Jego premiera miała miejsce w 1980 r.
Pierwsze polskie wydanie (w tłumaczeniu Jolanty Sztuczyńskiej) ukazało się w 1996 r.

## Fabuła
Galijska wioska, podobna do tej zamieszkałej przez Asteriksa i jego przyjaciół, jest podzielona głębokim rowem. Mieszkańcy jednej i drugiej połowy są wrogo do siebie nastawieni. Jeden z wodzów, Segregacjoniks, namówiony przez swego doradcę, Paskudniksa, decyduje się wezwać Rzymian, by pomogli mu zdobyć władzę nad całą osadą. Dowiedziawszy się o tych planach, wódz drugiej połowy wioski, Obrotniks, wysyła swojego syna, Komiksa, po wsparcie do Asparanoiksa. Asterix, Obelix i Panoramix udają się z pomocą do podzielonej wioski.

## Bohaterowie
- Asterix,
- Obelix,
- Panoramix,
- Obrotniks (fr. Tournedix) – wódz lewej strony wioski, ojciec Komiksa,
- Segregacjoniks (fr. Ségrégationnix) – wódz prawej strony wioski, ojciec Fanzyny,
- Komiks (fr. Comix) – syn Obrotniksa, ukochany Fanzyny,
- Fanzyna (fr. Fanzine) – córka Segregacjoniksa, ukochana Komiksa,
- Paskudniks (fr. Acidenitrix) – doradca Segregacjoniksa, pragnący poślubić Fanzynę,
- Tuliusz Kumulonimbus (fr. Tullius Cumulonimbus) – centurion obozu rzymskiego w pobliżu osady podzielonej rowem.

## Nawiązania
- rów dzielący wioskę jest nawiązaniem do Muru Berlińskiego[3],
- Segregacjoniks zarzuca Obrotniksowi, że ten obiecał swoim wyborcom GFPS (galijski fundusz powierniczy „Sestercja”). W oryginale jest to SMIG (Sesterce minimum d’intérêt gaulois), co jest nawiązaniem do SMIC (francuskiego określenia na płacę minimalną)[4],
- nocne spotkanie Komiksa i Fanzyny jest nawiązaniem do sceny balkonowej z Romea i Julii (akt 2, scena 2)[1].